# Ulivina acrobata
Ulivina acrobata is een soort in de taxonomische indeling van de Myzozoa, een stam van microscopische parasitaire dieren. Het organisme komt uit het geslacht Ulivina en behoort tot de familie Lecudinidae. Ulivina acrobata werd in 1926 ontdekt door Hasselman.